# Baruch Kimmerling
Pour les articles homonymes, voir Baruch et Kimmerling.
Baruch Kimmerling (né le 16 octobre 1939 à Turda en Roumanie et mort le 21 mai 2007 en Israël) est un sociologue israélien, associé au mouvement des « nouveaux historiens », un groupe d'érudits israéliens qui remettent en question le récit officiel de la création israélienne.

## Biographie
Baruch Kimmerling est né à Turda en Roumanie. Sa famille a échappé à la Shoah, parce que sa ville ne se trouvait pas après les arbitrages de Vienne sous le contrôle de la Hongrie, mais resta sous la souveraineté roumaine. En été 1944, pendant les combats entre les armées roumaines et soviétiques contre les Allemands et les Hongrois, la famille Kimmerling a trouvé un asile temporaire dans une caravane de gitans, après avoir entendu des rumeurs de déportation de Juifs de Roumanie. La famille émigre en Israël en 1952 et s'installe dans des camps pour immigrants à Sha'ar Ha'aliya, puis à Gan Yavne et Ness Tziona, avant de s'installer dans les faubourgs de Netanya. 
En dépit d'un handicap qui provoque chez lui des troubles moteurs et du langage, Baruch Kimmerling obtient en 1963 son diplôme en sociologie de l'Université hébraïque de Jérusalem, puis en 1973 son doctorat. Il obtient la reconnaissance du monde académique pour ses travaux de sociologie historique, en particulier pour ses analyses relatives aux implantations juives en termes de colonialisme. Il obtient une chaire à l'université de Toronto au Canada, tient de nombreuses conférences et publie de nombreux livres et articles.
En août 1975, il épouse Diana Aidan, une immigrante italienne née en Libye qui avait déménagé de Naples en Israël en 1967, et est doctorante sous la direction du professeur Yeshayahu Leibowitz. Elle abandonne sa carrière professionnelle pour devenir femme au foyer. Le couple a trois enfants.
Kimmerling est un porte-parole des opposants à la politique israélienne, notamment dans le cadre du conflit israélo-palestinien. Il est classé parmi les Nouveaux Historiens mais a insisté sur le fait qu'il était un patriote sioniste et qu'il plaçait ses idéaux dans un État laïc et qu'il soutenait la diversité des cultures au sein d'Israël. Au contraire de certains de ses collègues, il s'oppose publiquement au boycott des universités israéliennes.
Kimmerling meurt à 67 ans après une longue bataille contre le cancer. Il est enterré dans le cimetière laïc du kibboutz Mishmarot.

## Publications principales
1. Zionism and Territory: The Socioterritorial Dimensions of  Zionist Politics, University of California, Institute of International Studies, 1983.
2. Zionism and Economy. Cambridge, Schenkman Publishing Company, 1983.
3. The Interrupted System: Israeli Civilians in War and Routine Times, New Brunswick and London : Transaction Books, 1985.
4. Baruch Kimmerling and Joel S. Migdal, Palestinians: The Making of a People, Free Press, 1993.
5. The Invention and Decline of Israeliness: State, Culture and Military in Israel, University of California Press, 2001.
6. The End of Ashkenazi Hegemony, Keter, 2001.
7. Politicide: Sharon’s War Against the Palestinians, 2003.
8. Baruch Kimmerling and Joel S. Migdal, The Palestinian People: A History, Harvard University Press, 2003.
9. Immigrants, Settlers, Natives: Israel Between Plurality of Cultures and Cultural Wars, Tel Aviv, Am Oved, 2004.
10. (En tant qu'éditeur) The Israeli State and Society: Boundaries and Frontiers, State University of New York Press (en), 1989.
11. Sociology of Politics: A Reader, The Open University, 2005.
12. Shuli bamerkaz: Sippur hayyim shel sotziolog tzibburi, Hakibbutz Hameuhad, 2007.

### Documentation
- « Homepage »(Archive.org • Wikiwix • Archive.is • Google • Que faire ?) (consulté le 6 septembre 2017) à l'Université hébraïque de Jérusalem.
- « Sociologist Baruch Kimmerling, 'new historian', dies at age 67 »(Archive.org • Wikiwix • Archive.is • Google • Que faire ?) (consulté le 6 septembre 2017), Haaretz, 21 mai 2007.
- Controversial critic of Israel's origins and its role in the Middle East, The Guardian, 26 juin 2007?
- Israeli sociologist who strongly criticised the state’s policies, The Times, 14 juin 2007.